# Reilhac (Lot)
Reilhac (okzitanisch Relhac) ist ein Ort und eine südfranzösische Gemeinde mit 173 Einwohnern (Stand 1. Januar 2022) in der alten Kulturlandschaft des Quercy im Département Lot im Norden der Region Okzitanien.

## Lage
Der Ort Reilhac liegt in einer Höhe von ca. 345 Metern ü. d. M. inmitten des Regionalen Naturparks Causses du Quercy. Die nächsten größeren Städte sind Cahors (55 Kilometer südwestlich), Gourdon (36 Kilometer westlich) und Figeac (32 Kilometer südöstlich).

## Bevölkerungsentwicklung
| Jahr      | 1968 | 1975 | 1982 | 1990 | 1999 | 2006 | 2012 | 2018 |
| Einwohner | 102  | 88   | 99   | 115  | 143  | 163  | 182  | 171  |

Im 19. Jahrhundert hatte Reilhac stets zwischen 300 und 400 Einwohner. Infolge der Reblauskrise im Weinbau und der Mechanisierung der Landwirtschaft gingen die Einwohnerzahlen der Gemeinde im 20. Jahrhundert bis auf die Tiefststände in den 1950er bis 1980er Jahren zurück.

## Wirtschaft
Jahrhundertelang lebte die Bevölkerung als Selbstversorger von der Landwirtschaft, zu der – neben der Feld- und Weidewirtschaft – auch in geringem Umfang der Anbau von Wein gehörte. Eine verbesserte Infrastruktur machte in der zweiten Hälfte des 20. Jahrhunderts die Entwicklung eines lokalen und regionalen Tourismus möglich, der durch die Schaffung eines Naturparks im Jahr 1998 noch weiter gefördert wurde. Im Ort und in seiner Umgebung gibt es mehrere Ferienhäuser (gîtes).

## Geschichte
Die ersten Siedlungen im Quercy entstanden wahrscheinlich schon in keltischer Zeit, doch – ebenso wie aus der Antike und aus westgotischer Zeit – sind nur wenige Spuren erhalten geblieben. Eine feste Siedlung in Reilhac ist somit erst seit dem Mittelalter nachweisbar. Kirche und Ort gehörten im Jahr 1146 zur Benediktinerabtei von Figeac.

## Sehenswürdigkeiten

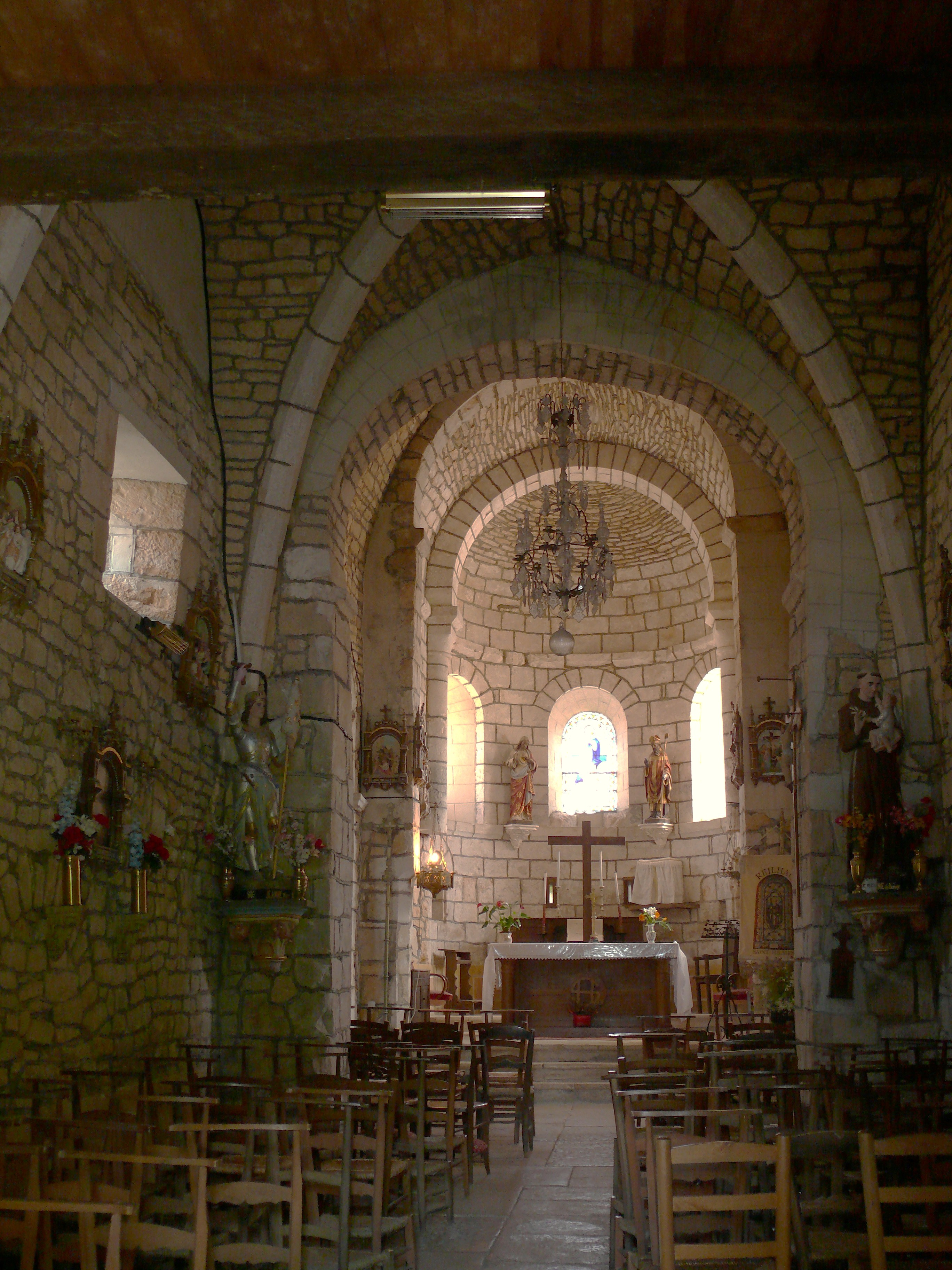
Innenansicht der Kirche

- Die dem heiligen Hilarius von Poitiers geweihte Pfarrkirche Saint-Hilaire ist ein romanisches Bauwerk des 12. Jahrhunderts, dem bereits vor oder nach dem Hundertjährigen Krieg (1337–1453) über der Apsis und angelehnt an den Vierungsturm ein steinernes Geschoss aufgesetzt wurde, welches bei Angriffen als Rückzugsort für die Dorfbevölkerung dienen konnte. Während die Apsis und das Chorjoch aus exakt behauenen Steinen errichtet wurden, welche einen geraden Mauerwerksverband ermöglichten, sind alle übrigen Außenwände aus nur grob behauenen Bruchsteinen gemauert. Aufgrund des eigenartigen Aufbaus der Westfassade mit einem integrierten Glockengiebel könnte der gesamte Kirchenbau – mit Ausnahme der Apsis – zerstört und im 16. Jahrhundert wiederaufgebaut worden sein. Das nur etwa zehn Meter lange zweijochige Kirchenschiff wurde im 15. Jahrhundert mit einem einfachen Rippengewölbe versehen; das Chorjoch ist tonnengewölbt und das Halbrund der Apsis zeigt die übliche Kalottenwölbung. Die beiden Seitenkapellen nördlich und südlich des Vierungsbereichs wurden im 19. Jahrhundert hinzugefügt. Die Kirche ist seit dem Jahr 1925 als Monument historique anerkannt.[1]
- Das Maison du Consul ist ein nobler Bau des 15. Jahrhunderts; er zeigt ein Kreuzstockfenster und eine spätgotische Fensterrahmung mit flachem Kielbogen.

Umgebung
- Zwei Seen (Lac de Reilhac und Lac Redon) sind typische Karstseen, deren Wasser teilweise in unterirdischen Flüssen und Kavernen verschwindet und an anderer Stelle wieder an die Oberfläche tritt. Beide Seen dienen noch heute als Viehtränken (abreuvoirs).
- Die Grotte de Bugadous enthält seit dem Jahr 1990 eine Kopie des berühmten Pferdes von Pech-Merle.